# Thorpe-le-Soken
Thorpe-le-Soken è un villaggio e parrocchia civile dell'Inghilterra, appartenente alla contea dell'Essex.